# Prabir Ghosh
Pour les articles homonymes, voir Ghosh.
Prabir Ghosh (en bengali : প্রবীর ঘোষ ; né le 1er mars 1945 dans le Faridpur (présidence du Bengale, Inde britannique) et mort le 7 avril 2023 à Dum Dum (Bengale-Occidental),) est un citoyen indien, président de la Science and Rationalists' Association of India et de l'association humaniste, basée à Calcutta, principalement connu pour son militantisme contre les « devins et messies » en Inde orientale depuis le milieu des années 1980. Un documentaire, intitulé Guru Busters, présente sa méthode et ses confrontations avec des escrocs et charlatans dans la région de Calcutta, dont l'astrologue Satyananda qui a demandé à ses disciples de le « lyncher » lors d'une émission de télévision. Il a fait une offre de 50 000 dollars pour toute personne « qui déclarerait avoir des pouvoirs surnaturels de toute sorte et capable de les démontrer sans avoir recours à des tours de prestidigitation et dans un lieu défini par Prabir Ghosh ».

## Publications

### En bengali
- Nothing Is Supernatural, en 5 volumes

### En anglais
- Paranormal Exposed !, Power Publishers, 2011
- Why God Does Not Exist, Power Publishers, 2011